# Liste der Einträge im National Register of Historic Places im Kittitas County
Diese Liste der Einträge im National Register of Historic Places im Kittitas County enthält alle im Kittitas County, Washington in das National Register of Historic Places eingetragenen Gebäude, Bauwerke, Objekte, Stätten oder historischen Distrikte.
Diese Liste entspricht dem Bearbeitungsstand des National Park Service/National Register of Historic Places vom 16. August 2024.

## Legende
| NRHP | Historic Place             |
| HD   | National Historic District |

## Aktuelle Einträge
| [ 2 ] | Name                                                                   | Bild                                                                   | Eintragsdatum                 | Lage                                                                                            | Ort            | Beschreibung |
| ----- | ---------------------------------------------------------------------- | ---------------------------------------------------------------------- | ----------------------------- | ----------------------------------------------------------------------------------------------- | -------------- | ------------ |
| 1     | Beverly Railroad Bridge                                                | Beverly Railroad Bridge                                                | 16. Juli 1982 ID-Nr. 82004214 | über den Columbia River 46° 49′ 52″ N, 119° 56′ 54″ W                                           | Beverly        |              |
| 2     | Cabin Creek Historic District                                          | Cabin Creek Historic District                                          | 17. Aug. 1979 ID-Nr. 79002545 | westlich von Easton 47° 14′ 24″ N, 121° 13′ 46″ W                                               | Easton         |              |
| 3     | Chicago, Milwaukee, St. Paul & Pacific Railroad-Kittitas Depot         | Chicago, Milwaukee, St. Paul & Pacific Railroad-Kittitas Depot         | 19. Nov. 1992 ID-Nr. 92001582 | Straßenkreuzung von Railroad Aveve und Main Street 46° 59′ 3″ N, 120° 25′ 5″ W                  | Kittitas       |              |
| 4     | Chicago, Milwaukee, St. Paul and Pacific Railroad: South Cle Elum Yard | Chicago, Milwaukee, St. Paul and Pacific Railroad: South Cle Elum Yard | 25. Apr. 2003 ID-Nr. 03000305 | in der Nähe der Milwaukee Road und der Reservoir Canyon Road 47° 10′ 58″ N, 120° 57′ 24″ W      | South Cle Elum |              |
| 5     | Cle Elum-Roslyn Beneficial Association Hospital                        | Cle Elum-Roslyn Beneficial Association Hospital                        | 3. Dez. 1980 ID-Nr. 80004005  | 505 Power Street 47° 11′ 48″ N, 120° 56′ 40″ W                                                  | Cle Elum       |              |
| 6     | Downtown Ellensburg Historic District                                  | Downtown Ellensburg Historic District                                  | 1. Juli 1977 ID-Nr. 77001341  | zwischen der 3rd und 6th Avenues, sowie der Main und Ruby Streets 46° 59′ 46″ N, 120° 32′ 45″ W | Ellensburg     |              |
| 7     | First Railroad Addition Historic District                              | First Railroad Addition Historic District                              | 8. Mai 1987 ID-Nr. 87000722   | zwischen der Tenth Avenue, D Street, Ninth Avenue und der A Street 47° 0′ 5″ N, 120° 32′ 41″ W  | Ellensburg     |              |
| 8     | Dr. Paschal and Agnes Gray House                                       | Dr. Paschal and Agnes Gray House                                       | 29. Aug. 1997 ID-Nr. 97001079 | 606 North Main Street 46° 58′ 16″ N, 120° 32′ 55″ W                                             | Ellensburg     |              |
| 9     | Kittitas County Fairgrounds                                            | Kittitas County Fairgrounds                                            | 8. Jan. 1999 ID-Nr. 98001594  | 512 North Poplar Street 46° 59′ 55,4″ N, 120° 31′ 58,3″ W                                       | Ellensburg     |              |
| 10    | Lake Keechelus Snowshed Bridge                                         | weitere Bilder                                                         | 24. Mai 1995 ID-Nr. 95000627  | I-90 in der Nähe vom Snoqualmie Pass 47° 21′ 20″ N, 121° 21′ 53″ W                              | Hyak           |              |
| 11    | Liberty Historic District                                              | weitere Bilder                                                         | 15. Okt. 1974 ID-Nr. 74001965 | beidseitig der Williams Creek Wagon Rd. 47° 15′ 15″ N, 120° 39′ 53″ W                           | Liberty        |              |
| 12    | Milwaukee Road Bunkhouse                                               | Milwaukee Road Bunkhouse                                               | 31. März 1989 ID-Nr. 89000210 | 526 Marie 47° 10′ 58″ N, 120° 57′ 12″ W                                                         | South Cle Elum |              |
| 13    | Albert Nelson Farmstead                                                | Albert Nelson Farmstead                                                | 25. Feb. 1982 ID-Nr. 82004258 | Manastash Road 46° 58′ 17″ N, 120° 36′ 38″ W                                                    | Ellensburg     |              |
| 14    | Northern Pacific Railway Passenger Depot                               | weitere Bilder                                                         | 26. Sep. 1991 ID-Nr. 91001438 | 606 W. Third St. 46° 59′ 40″ N, 120° 33′ 25″ W                                                  | Ellensburg     |              |
| 15    | Northwestern Improvement Company Store                                 | Northwestern Improvement Company Store                                 | 13. Apr. 1973 ID-Nr. 73001881 | 1st Street und Pennsylvania Avenue 47° 13′ 25″ N, 120° 59′ 29″ W                                | Roslyn         |              |
| 16    | Olmstead Place State Park                                              | Olmstead Place State Park                                              | 31. März 1971 ID-Nr. 71000878 | östlich von Ellensburg in der Nähe vom Kittitas Highway 46° 58′ 42″ N, 120° 28′ 15″ W           | Ellensburg     |              |
| 17    | Ramsay House                                                           | Ramsay House                                                           | 2. Mai 1986 ID-Nr. 86000957   | 215 East Ninth 47° 0′ 6″ N, 120° 34′ 6″ W                                                       | Ellensburg     |              |
| 18    | Roslyn Historic District                                               | Roslyn Historic District                                               | 14. Feb. 1978 ID-Nr. 78002760 | WA 2E 47° 13′ 19″ N, 120° 59′ 28″ W                                                             | Roslyn         |              |
| 19    | Salmon la Sac Guard Station                                            | Salmon la Sac Guard Station                                            | 15. Juli 1974 ID-Nr. 74001964 | nördlich von Cle Elum im Wenatchee National Forest 47° 24′ 7″ N, 121° 5′ 39″ W                  | Cle Elum       |              |
| 20    | Shoudy House                                                           | Shoudy House                                                           | 12. Nov. 1992 ID-Nr. 92001585 | 309 West Fifth Avenue 46° 59′ 49″ N, 120° 32′ 59″ W                                             | Ellensburg     |              |
| 21    | Springfield Farm                                                       |                                                                        | 13. Apr. 1977 ID-Nr. 77001342 | nördlich von Ellensburg 47° 7′ 53″ N, 120° 35′ 10″ W                                            | Ellensburg     |              |
| 22    | Tekison Cave                                                           |                                                                        | 24. Nov. 1978 ID-Nr. 78002761 | Adresse nicht veröffentlicht                                                                    | Wenatchee      |              |
| 23    | Thorp Grade School                                                     | Thorp Grade School                                                     | 16. Juli 2009 ID-Nr. 09000541 | 10831 North Thorp Highway 47° 4′ 14″ N, 120° 40′ 36,8″ W                                        | Thorp          |              |
| 24    | Thorp Mill                                                             | Thorp Mill                                                             | 23. Nov. 1977 ID-Nr. 77001343 | Thorp Highway am U.S. 10 47° 4′ 27,4″ N, 120° 41′ 1,2″ W                                        | Thorp          |              |
| 25    | Washington State Normal School Building                                | weitere Bilder                                                         | 12. Dez. 1976 ID-Nr. 76001896 | 8th Avenue 47° 0′ 1″ N, 120° 32′ 27″ W                                                          | Ellensburg     |              |